# Saint-Jean-d'Ataux
Pour les articles homonymes, voir Saint-Jean.
Saint-Jean-d'Ataux est une commune française située dans le département de la Dordogne, en région Nouvelle-Aquitaine.

## Géographie

### Généralités
À l'ouest du département de la Dordogne, en forêt de la Double, la commune de Saint-Jean-d'Ataux est arrosée par la Beauronne et plusieurs de ses affluents.
En bordure de la route départementale (RD) 41, le village de Saint-Jean-d'Ataux se situe, en distances orthodromiques, neuf kilomètres à l'ouest de Saint-Astier, treize kilomètres au nord-nord-est de Mussidan et autant au sud-est de Ribérac.
Le territoire communal est traversé du nord au sud par la RD 709 qui relie Ribérac et Mussidan.

### Communes limitrophes
Saint-Jean-d'Ataux est limitrophe de cinq autres communes. À l'ouest, son territoire est distant d'environ 130 mètres de celui de Saint-André-de-Double.
| Saint-Vincent-de-Connezac |                    | Chantérac                 |
|                           | Saint-Jean-d'Ataux | Saint-Germain-du-Salembre |
| Beauronne                 | Douzillac          |                           |

### Géologie et relief

#### Géologie
Situé sur la plaque nord du Bassin aquitain et bordé à son extrémité nord-est par une frange du Massif central, le département de la Dordogne présente une grande diversité géologique. Les terrains sont disposés en profondeur en strates régulières, témoins d'une sédimentation sur cette ancienne plate-forme marine. Le département peut ainsi être découpé sur le plan géologique en quatre gradins différenciés selon leur âge géologique. Saint-Jean-d'Ataux est située dans le troisième gradin à partir du nord-est, un plateau formé de calcaires hétérogènes du Crétacé.
Les couches affleurantes sur le territoire communal sont constituées de formations superficielles du Quaternaire et de roches sédimentaires datant du Cénozoïque. La formation la plus ancienne, notée e5-6, est la formation de Guizengeard supérieur (Lutétien supérieur à Bartonien supérieur continental). La formation la plus récente, notée CFp, fait partie des formations superficielles de type colluvions indifférenciées de versant, de vallon et plateaux issues d'alluvions, molasses, altérites. Le descriptif de ces couches est détaillé dans  la feuille « no 782 - Mussidan » de la carte géologique au 1/50 000 de la France métropolitaine, et sa notice associée.

Carte géologique de Saint-Jean-d'Ataux.

#### Relief et paysages
Le département de la Dordogne se présente comme un vaste plateau incliné du nord-est (491 m, à la forêt de Vieillecour dans le Nontronnais, à Saint-Pierre-de-Frugie) au sud-ouest (2 m à Lamothe-Montravel). L'altitude du territoire communal varie quant à elle entre 71 mètres au sud, juste en amont du lieu-dit le Moulin de Milliol, là où la Beauronne quitte la commune pour servir de limite entre celles de Beauronne et de Douzillac, et 157 mètres à l'extrême nord-est, à l'est de l'étang d'Ataux, en limite des communes de Chantérac et de Saint-Germain-du-Salembre.
Dans le cadre de la Convention européenne du paysage entrée en vigueur en France le 1er juillet 2006, renforcée par la loi du 8 août 2016 pour la reconquête de la biodiversité, de la nature et des paysages, un atlas des paysages de la Dordogne a été élaboré sous maîtrise d’ouvrage de l’État et publié en octobre 2020. Les paysages du département s'organisent en huit unités paysagères,. La commune fait partie de la Double, au sein de l'unité de paysage « La Double et le Landais », deux plateaux ondulés, dont la pente générale descend de l'est vers l'ouest. À l'est, les altitudes atteignent ainsi les 200 m pour les plus élevées (233 m au sud de Tocane-Saint-Apre). Vers l'ouest, le relief s’adoucit et les altitudes maximales culminent autour des 100 mètres. Les paysages sont forestiers aux horizons limités, avec peu de repères, ponctués de clairières agricoles habitées.
La superficie cadastrale de la commune publiée par l'Insee, qui sert de référence dans toutes les statistiques, est de 12,11 km2,,. La superficie géographique, issue de la BD Topo, composante du Référentiel à grande échelle produit par l'IGN, est quant à elle de 12,05 km2.

### Hydrographie

#### Réseau hydrographique
La commune est située dans le bassin de la Dordogne au sein du Bassin Adour-Garonne. Elle est drainée par la Beauronne, le Rieutord, le Bardot, le ruisseau de Rieu Quérieu et par divers petits cours d'eau, qui constituent un réseau hydrographique de 21 km de longueur totale,.
La Beauronne, d'une longueur totale de 18,12 km, prend sa source dans la commune de Saint-Vincent-de-Connezac ; son bras oriental se jette dans l'Isle en rive droite, en limite de Saint-Front-de-Pradoux et de Saint-Louis-en-l'Isle, face à Sourzac,. Elle traverse la commune du nord au sud sur près de cinq kilomètres et demi, lui servant de limite naturelle sur plus d'un kilomètre et demi en deux tronçons, face à Saint-Vincent-de-Connezac au nord et Douzillac au sud.
Son affluent de rive gauche le Rieutord arrose l'est du territoire communal sur près de cinq kilomètres, servant de limite territoriale en trois tronçons sur près de trois kilomètres, face à Saint-Germain-du-Salembre.
Deux autres affluents de la Beauronne bordent la commune : le ruisseau de Rieu Quérieu en rive droite au sud-ouest sur trois kilomètres et demi, face à Beauronne, et le Bardot en rive gauche au nord-est sur un kilomètre et demi, face à Chantérac.

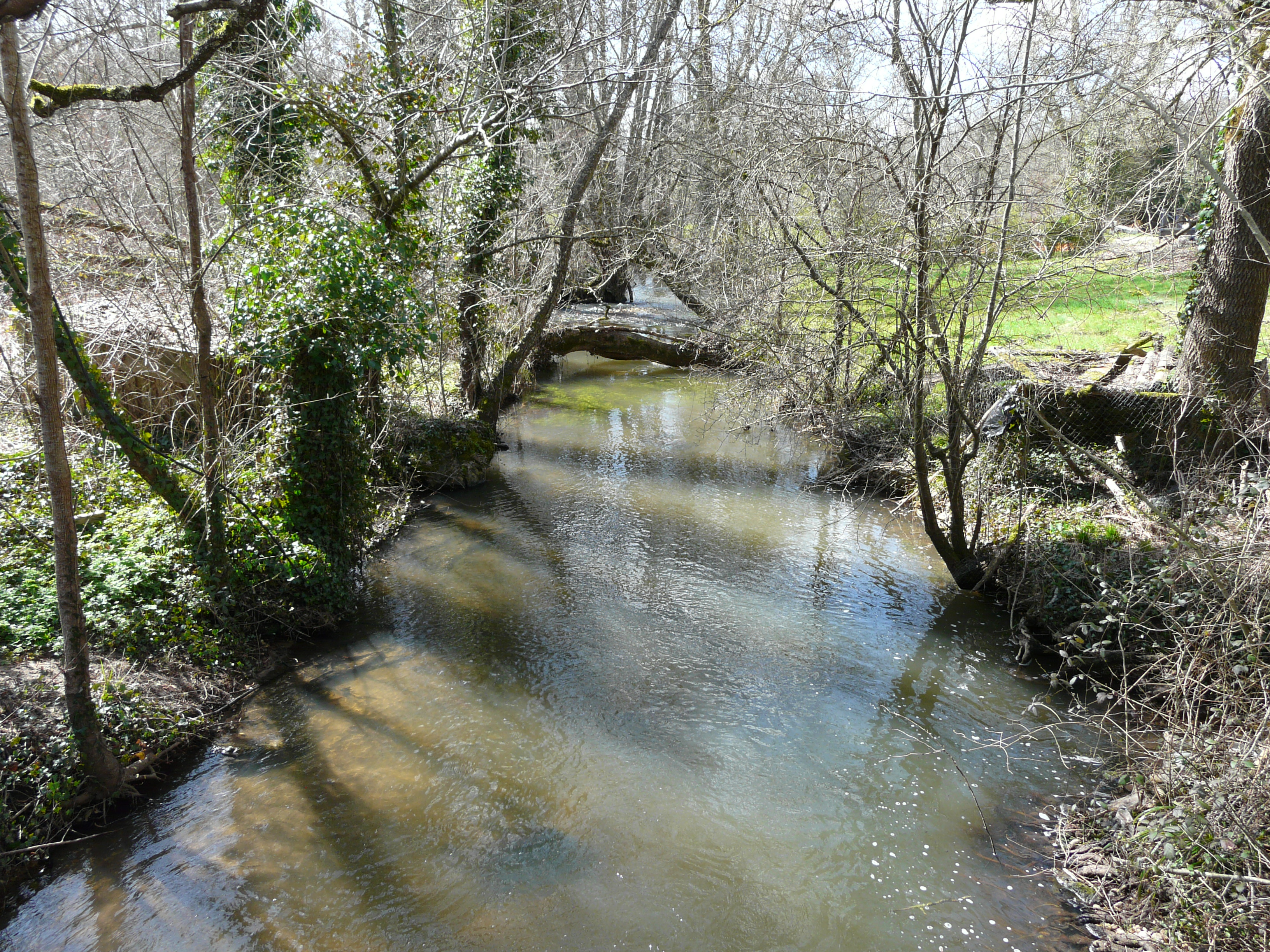
La Beauronne en limites de Douzillac et Saint-Jean-d'Ataux.
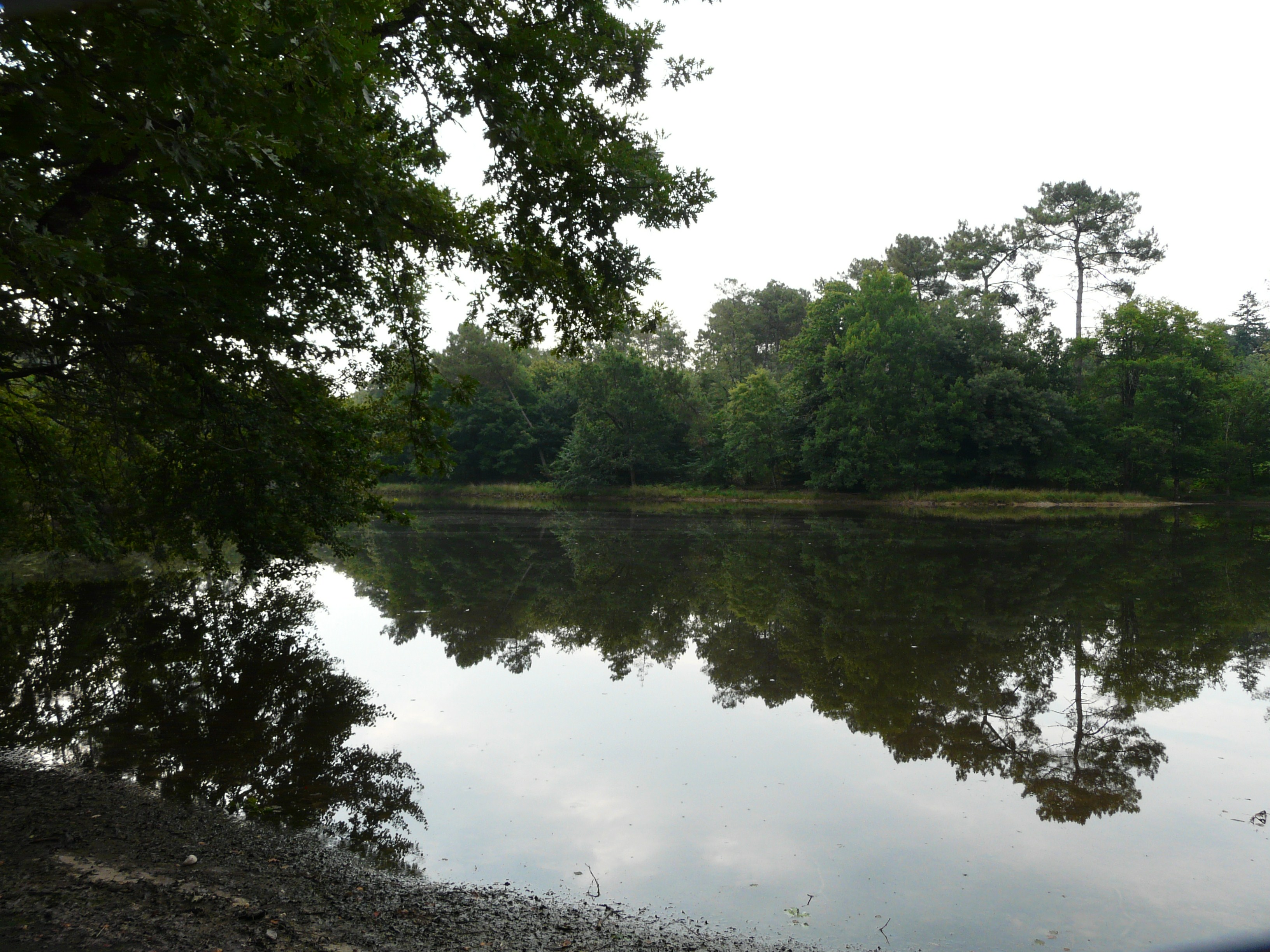
L'étang d'Ataux.
Réseaux hydrographique et routier de Saint-Jean-d'Ataux.

#### Gestion et qualité des eaux
Le territoire communal est couvert par le schéma d'aménagement et de gestion des eaux (SAGE) « Isle - Dronne ». Ce document de planification, dont le territoire regroupe les bassins versants de l'Isle et de la Dronne, d'une superficie de 7 500 km2, a été approuvé le 2 août 2021. La structure porteuse de l'élaboration et de la mise en œuvre est l'établissement public territorial de bassin de la Dordogne (EPIDOR). Il définit sur son territoire les objectifs généraux d’utilisation, de mise en valeur et de protection quantitative et qualitative des ressources en eau superficielle et souterraine, en respect des objectifs de qualité définis dans le troisième SDAGE  du Bassin Adour-Garonne qui couvre la période 2022-2027, approuvé le 10 mars 2022.
La qualité des eaux de baignade et des cours d’eau peut être consultée sur un site dédié géré par les agences de l’eau et l’Agence française pour la biodiversité.

### Climat
Pour des articles plus généraux, voir Climat de la Nouvelle-Aquitaine et Climat de la Dordogne.
Historiquement, la commune est exposée à un climat océanique aquitain.  
En 2020, Météo-France publie une typologie des climats de la France métropolitaine dans laquelle la commune est dans une zone de transition entre le climat océanique et le climat océanique altéré et est dans la région climatique  Aquitaine, Gascogne, caractérisée par une pluviométrie abondante au printemps, modérée en automne, un faible ensoleillement au printemps, un été chaud (19,5 °C), des vents faibles, des brouillards fréquents en automne et en hiver et des orages fréquents en été (15 à 20 jours).
Pour la période 1971-2000, la température annuelle moyenne est de 12,6 °C, avec  une amplitude thermique annuelle de 14,8 °C. Le cumul annuel moyen de précipitations est de 905 mm, avec 11,7 jours de précipitations en janvier et 6,9 jours en juillet. Pour la période 1991-2020, la température moyenne annuelle observée sur la station météorologique la plus proche, située sur la commune de Saint-Martin-de-Ribérac à 11 km à vol d'oiseau, est de 13,5 °C et le cumul annuel moyen de précipitations est de 916,6 mm,. Pour l'avenir, les paramètres climatiques de la commune estimés pour 2050 selon différents scénarios d’émission de gaz à effet de serre sont consultables sur un site dédié publié par Météo-France en novembre 2022.

## Urbanisme

### Typologie
Au 1er janvier 2024, Saint-Jean-d'Ataux est catégorisée commune rurale à habitat très dispersé, selon la nouvelle grille communale de densité à 7 niveaux définie par l'Insee en 2022.
Elle est située hors unité urbaine et hors attraction des villes,.

### Occupation des sols
L'occupation des sols de la commune, telle qu'elle ressort de la base de données européenne d’occupation biophysique des sols Corine Land Cover (CLC), est marquée par l'importance des forêts et milieux semi-naturels (76,7 % en 2018), une proportion sensiblement équivalente à celle de 1990 (76,4 %). La répartition détaillée en 2018 est la suivante : 
forêts (76,5 %), zones agricoles hétérogènes (22,5 %), prairies (0,7 %), milieux à végétation arbustive et/ou herbacée (0,2 %). L'évolution de l’occupation des sols de la commune et de ses infrastructures peut être observée sur les différentes représentations cartographiques du territoire : la carte de Cassini (XVIIIe siècle), la carte d'état-major (1820-1866) et les cartes ou photos aériennes de l'IGN pour la période actuelle (1950 à aujourd'hui).

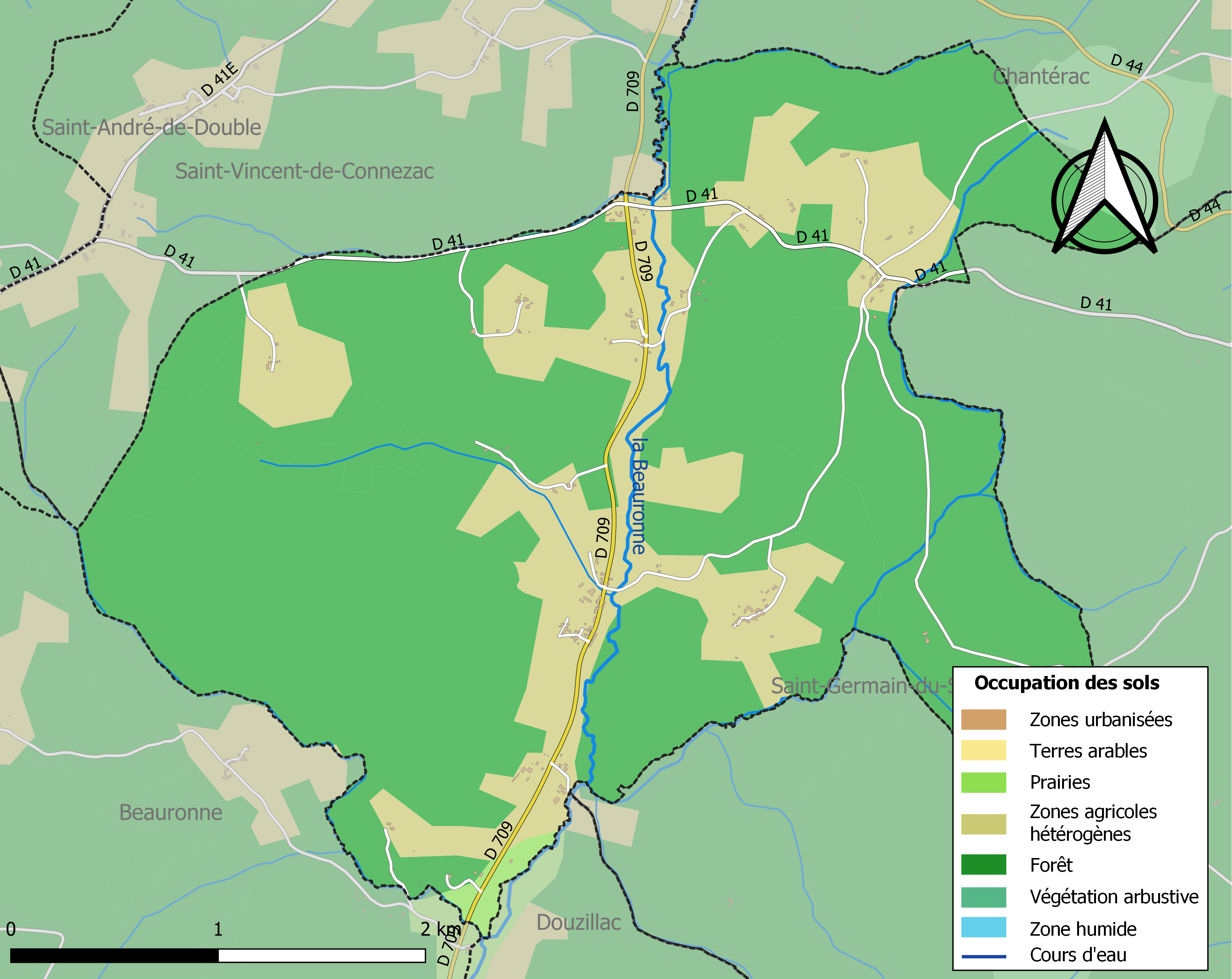
Carte des infrastructures et de l'occupation des sols de la commune en 2018 (CLC).

### Villages, hameaux et lieux-dits
(Liste non exhaustive)
Outre le petit bourg de Saint-Jean-d'Ataux proprement dit, la commune se compose d'autres villages ou hameaux, ainsi que de lieux-dits :
- les Belles Places
- Billebeau
- le Bleuil
- les Bouyssoux
- Chanteperdrix
- chez Coste
- Claud de la Pouge
- Claud Marty
- la Croix de Barrière
- les Fontenelles
- le Grand Claud
- le Gué de l'Âne
- Landes des Martelles
- la Latte
- les Marroux
- les Martelles
- le Moulin de Billebeau
- le Moulin du Bleuil
- la Pièce du Claud
- les Planches
- les Pouges
- Puy de Siorac
- Puymarchou
- la Roche
- Sandeau
- la Siboutie
- les Sirieix
- la Veyssière.

### Prévention des risques
Le territoire de la commune de Saint-Jean-d'Ataux est vulnérable à différents aléas naturels : météorologiques (tempête, orage, neige, grand froid, canicule ou sécheresse), feux de forêts, mouvements de terrains et séisme (sismicité très faible). Un site publié par le BRGM permet d'évaluer simplement et rapidement les risques d'un bien localisé soit par son adresse soit par le numéro de sa parcelle.
Saint-Jean-d'Ataux est exposée au risque de feu de forêt. L’arrêté préfectoral du 14 mars 2013 fixe les conditions de pratique des incinérations et de brûlage dans un objectif de réduire le risque de départs d’incendie. À ce titre, des périodes sont déterminées : interdiction totale du 15 février au 15 mai et du 15 juin au 15 octobre, utilisation réglementée du 16 mai au 14 juin et du 16 octobre au 14 février. En septembre 2020, un plan inter-départemental de protection des forêts contre les incendies (PidPFCI) a été adopté pour la période 2019-2029,.

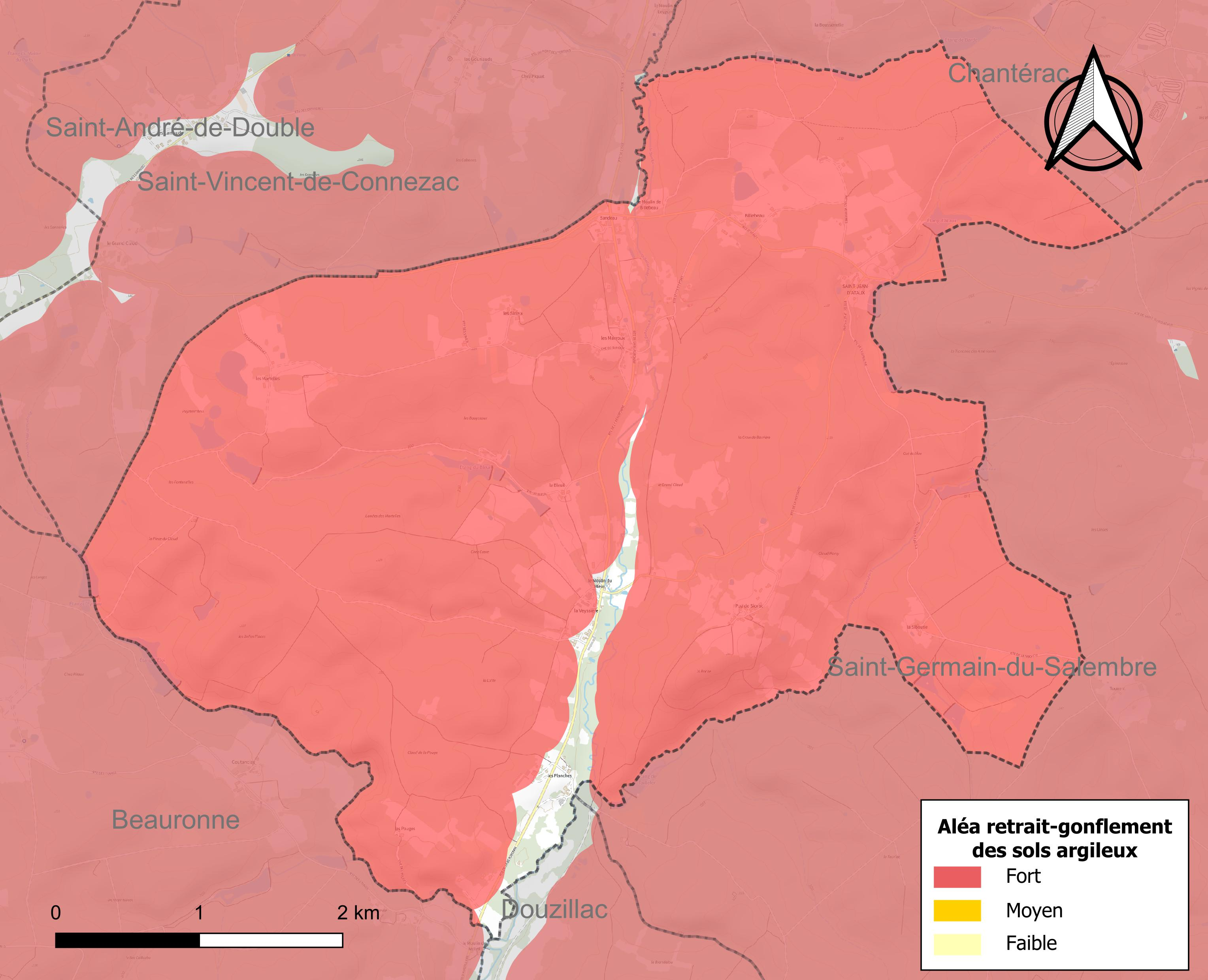
Carte des zones d'aléa retrait-gonflement des sols argileux de Saint-Jean-d'Ataux.

Les mouvements de terrains susceptibles de se produire sur la commune sont des tassements différentiels. Le retrait-gonflement des sols argileux est susceptible d'engendrer des dommages importants aux bâtiments en cas d’alternance de périodes de sécheresse et de pluie. 97,2 % de la superficie communale est en aléa moyen ou fort (58,6 % au niveau départemental et 48,5 % au niveau national métropolitain). Depuis le 1er octobre 2020, en application de la loi ÉLAN, différentes contraintes s'imposent aux vendeurs, maîtres d'ouvrages ou constructeurs de biens situés dans une zone classée en aléa moyen ou fort,.
La commune a été reconnue en état de catastrophe naturelle au titre des dommages causés par les inondations et coulées de boue survenues en 1982, 1986 et 1999, par la sécheresse en 1992 et 2005 et par des mouvements de terrain en 1999.

## Toponymie
Le nom de la commune fait référence à saint Jean-Baptiste alors qu'« Ataux » pourrait provenir d'un personnage d'origine germanique nommé Asthaldwulf, Astaldus ou Hastadus.
En occitan limousin, la commune porte le nom de Sent Joan d'Astaus.

## Histoire
Le nom du village apparaît au XIIIe siècle sous la forme « Astaut », puis « Astaux » au siècle suivant. Les premières mentions connues de son église, Sanctus Johannes Atauli, Sanctus Johannes d'Atauli ou Sanctus Johannes de Atauxo, sont encore plus tardives puisqu'elles sont avérées au XVe siècle.
Au XIVe siècle, le lieu était rattaché à la châtellenie de Saint-Astier.
Sur la carte de Cassini représentant la France entre 1756 et 1789, le village est identifié sous le nom de Saint Jean d'Ateaux.

## Politique et administration

### Rattachements administratifs et électoraux
Dès 1790, la commune de Saint-Jean-d'Ataux a été rattachée au canton de Neuvic qui dépendait du district de Mussidan (nommé district de Montpon dans un premier temps) jusqu'en 1795, date de suppression des districts. En 1801, le canton est rattaché à l'arrondissement de Ribérac, puis à l'arrondissement de Périgueux en 1926.
Dans le cadre de la réforme de 2014 définie par le décret du 21 février 2014, ce canton disparaît aux élections départementales de mars 2015. La commune est alors rattachée au canton de la Vallée de l'Isle.

### Intercommunalité
Fin 2003, Saint-Jean-d'Ataux intègre la communauté de communes de la Moyenne Vallée de l'Isle créée sept ans plus tôt. Celle-ci est dissoute au 31 décembre 2013 et remplacée au 1er janvier 2014 par la communauté de communes Isle Vern Salembre en Périgord.

### Administration municipale
La population de la commune étant comprise entre 100 et 499 habitants au recensement de 2017, onze conseillers municipaux ont été élus en 2020,.

### Liste des maires

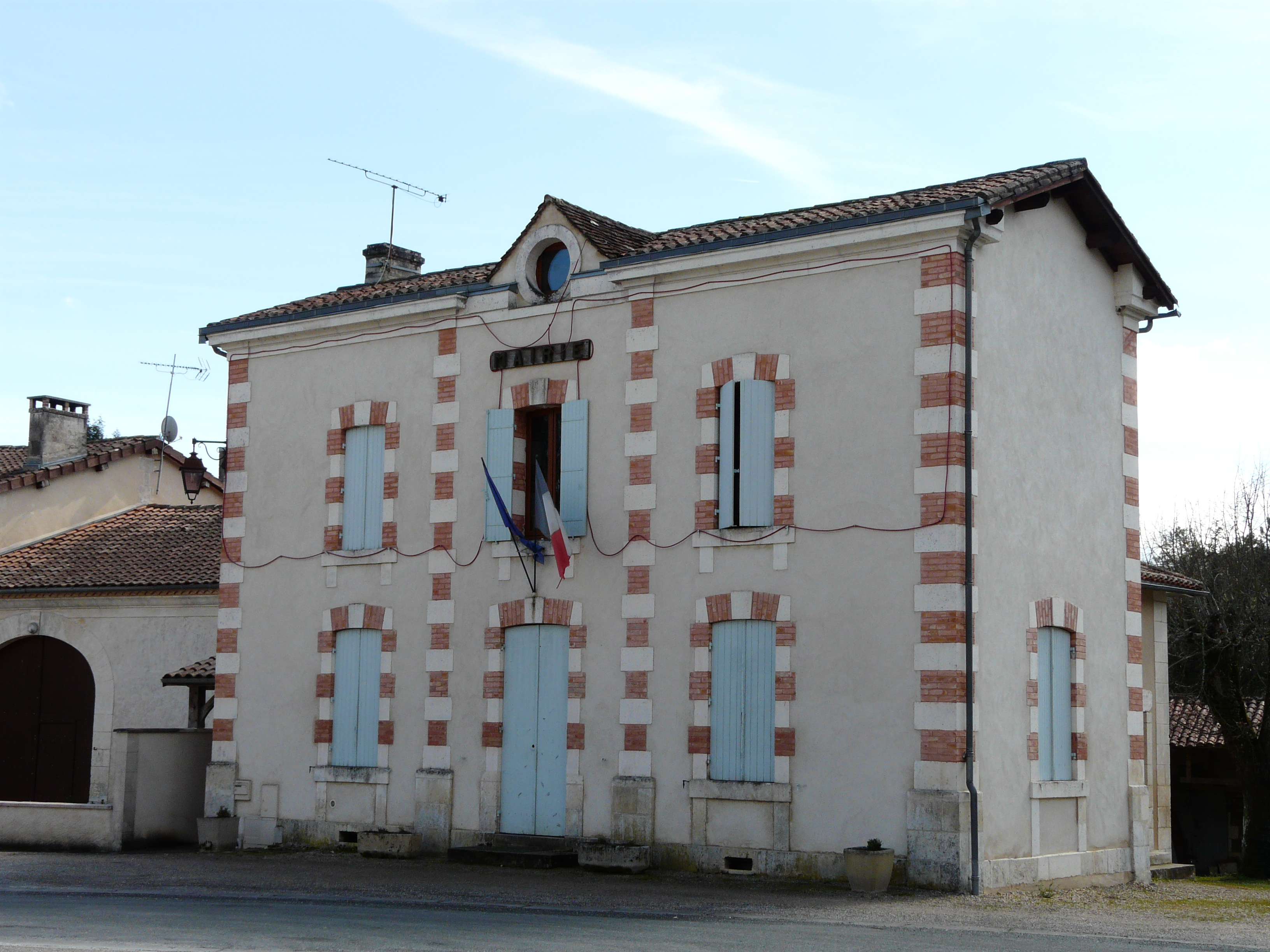
La mairie.

| Période                                  | Période       | Identité                     | Étiquette | Qualité               |
| ---------------------------------------- | ------------- | ---------------------------- | --------- | --------------------- |
| Les données manquantes sont à compléter. |               |                              |           |                       |
|                                          |               |                              |           |                       |
| (1880 ou avant)                          | mai 1884      | Jean Baptise E. de Lentilhac |           |                       |
| mai 1884                                 | juillet 1893  | Léonard Lescure              |           |                       |
| juillet 1893                             | février 1909  | Léonard Chevalier            |           |                       |
| mars 1909                                | mai 1929      | Gaston Chevalier             |           |                       |
| mai 1929                                 | août 1942     | Jean Maury                   |           |                       |
| 1942                                     | octobre 1944  | André Maury                  |           |                       |
| octobre 1944                             | novembre 1947 | Léo Audemard                 |           |                       |
| novembre 1947                            | 1953          | André Maury                  |           |                       |
| 1953                                     | 1959          | Léo Audemard                 |           |                       |
| 1959                                     | août 1990     | Jean Oklé                    |           |                       |
| août 1990 (réélu en mai 2020)            | En cours      | Jean-Michel Sébastien        | SE        | Ouvrier en maçonnerie |

## Équipements et services publics

### Enseignement
En 2019, la commune n'a pas d'école. Saint-Jean-d'Ataux est organisée en regroupement pédagogique intercommunal (RPI) avec les communes de Saint-André-de-Double et Saint-Vincent-de-Connezac au niveau des classes de primaire.

### Justice
En 2023, dans le domaine judiciaire, Saint-Jean-d'Ataux relève : 
- du tribunal judiciaire, du tribunal pour enfants, du conseil de prud'hommes et du tribunal de commerce de Périgueux ;
- du pôle Nationalité du tribunal judiciaire de Périgueux (compétent uniquement dans le domaine de la nationalité) ;
- de la cour d'appel, du tribunal administratif et de la  cour administrative d'appel de Bordeaux.

## Population et société

### Démographie
Les habitants de la commune sont appelés les Atauziens ou les Saint-Jeannois.
L'évolution du nombre d'habitants est connue à travers les recensements de la population effectués dans la commune depuis 1793. Pour les communes de moins de 10 000 habitants, une enquête de recensement portant sur toute la population est réalisée tous les cinq ans, les populations de référence des années intermédiaires étant quant à elles estimées par interpolation ou extrapolation. Pour la commune, le premier recensement exhaustif entrant dans le cadre du nouveau dispositif a été réalisé en 2008.

En 2022, la commune comptait 132 habitants, en évolution de +6,45 % par rapport à 2016 (Dordogne : +0,37 %, France hors Mayotte : +2,11 %).
| 1793 | 1800 | 1806 | 1821 | 1831 | 1836 | 1841 | 1846 | 1851 |
| ---- | ---- | ---- | ---- | ---- | ---- | ---- | ---- | ---- |
| 231  | 217  | 194  | 251  | 283  | 279  | 306  | 319  | 301  |

| 1856 | 1861 | 1866 | 1872 | 1876 | 1881 | 1886 | 1891 | 1896 |
| ---- | ---- | ---- | ---- | ---- | ---- | ---- | ---- | ---- |
| 296  | 284  | 272  | 252  | 275  | 270  | 289  | 242  | 231  |

| 1901 | 1906 | 1911 | 1921 | 1926 | 1931 | 1936 | 1946 | 1954 |
| ---- | ---- | ---- | ---- | ---- | ---- | ---- | ---- | ---- |
| 220  | 232  | 216  | 199  | 201  | 199  | 189  | 144  | 137  |

| 1962 | 1968 | 1975 | 1982 | 1990 | 1999 | 2006 | 2008 | 2013 |
| ---- | ---- | ---- | ---- | ---- | ---- | ---- | ---- | ---- |
| 131  | 119  | 94   | 127  | 136  | 150  | 126  | 119  | 120  |

| 2018 | 2022 | - | - | - | - | - | - | - |
| ---- | ---- | - | - | - | - | - | - | - |
| 133  | 132  | - | - | - | - | - | - | - |

## Économie

### Emploi
En 2015, parmi la population communale comprise entre 15 et 64 ans, les actifs représentent cinquante-deux personnes, soit 43,7 % de la population municipale. Le nombre de chômeurs (sept) a augmenté par rapport à 2010 (quatre) et le taux de chômage de cette population active s'établit à 13,5 %.

### Établissements
Au 31 décembre 2015, la commune compte dix établissements, dont trois au niveau des commerces, transports ou services, trois dans l'agriculture, la sylviculture ou la pêche, deux dans la construction, un dans l'industrie, et un relatif au secteur administratif.

## Culture locale et patrimoine

### Lieux et monuments
- Église Saint-Jean-Baptiste du XIe siècle[44] dont le chœur a conservé son architecture romane alors que la nef a été refaite au XVIIIe siècle[42].

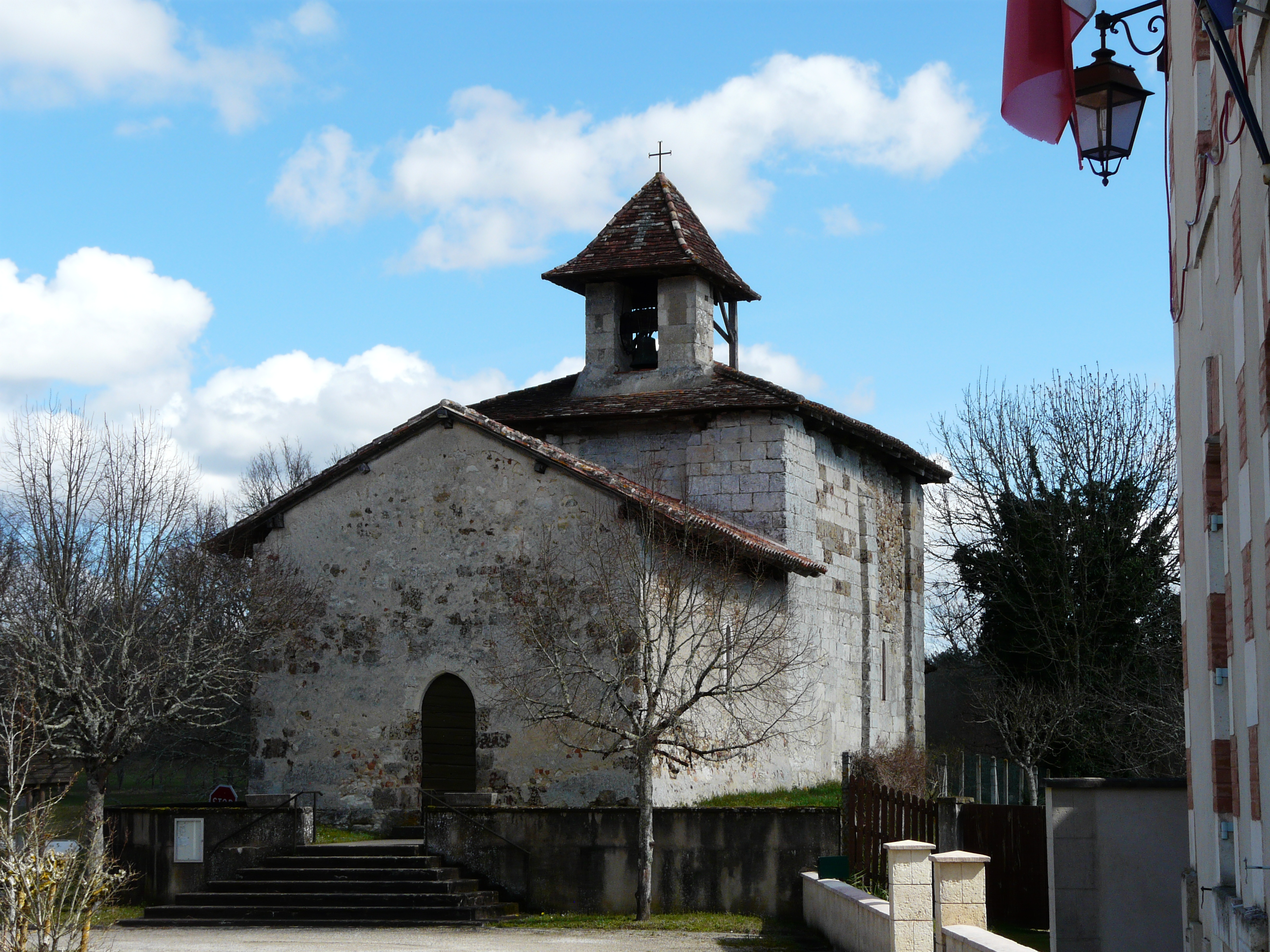
L'église Saint-Jean-Baptiste.
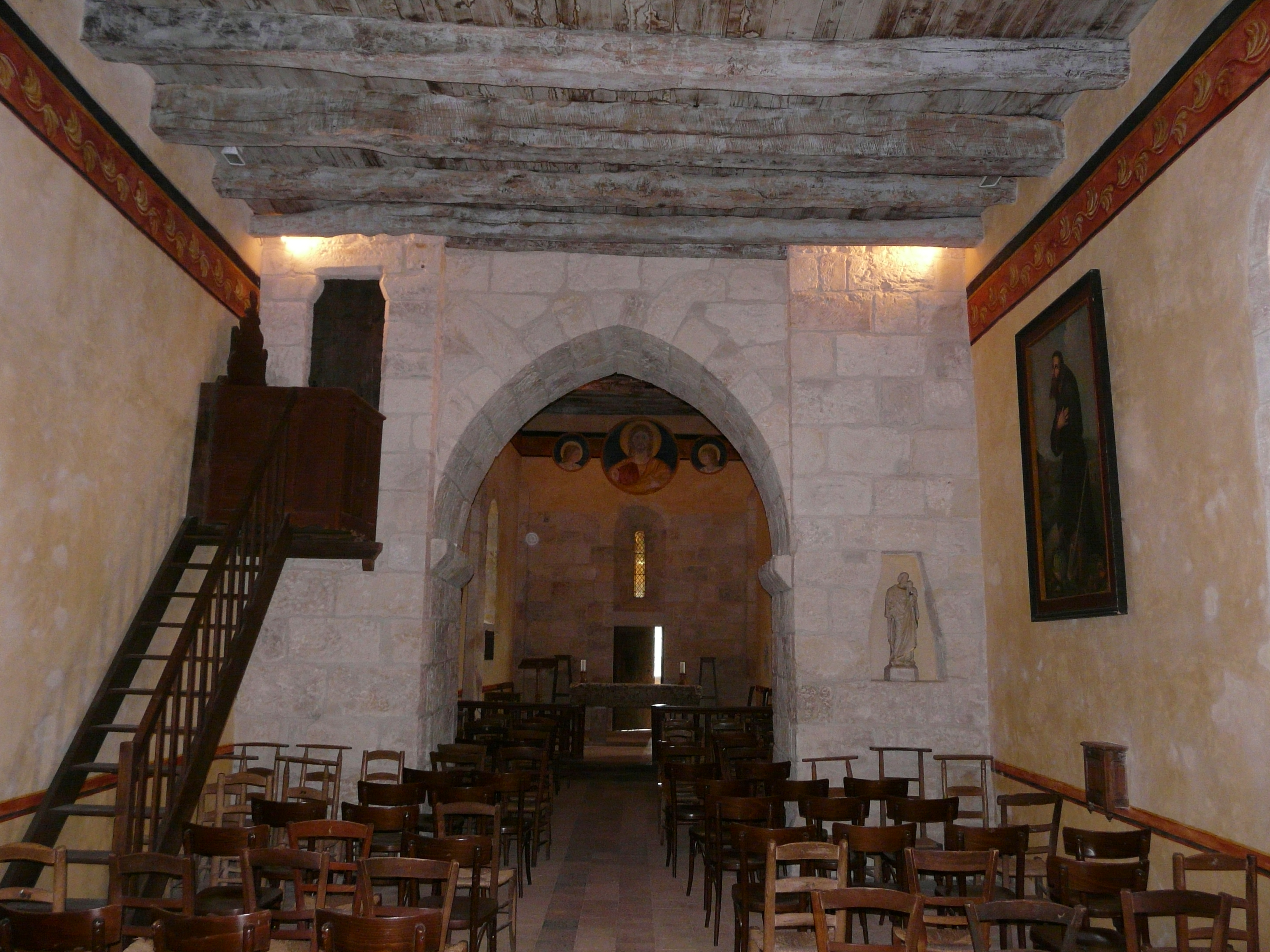
Sa nef.
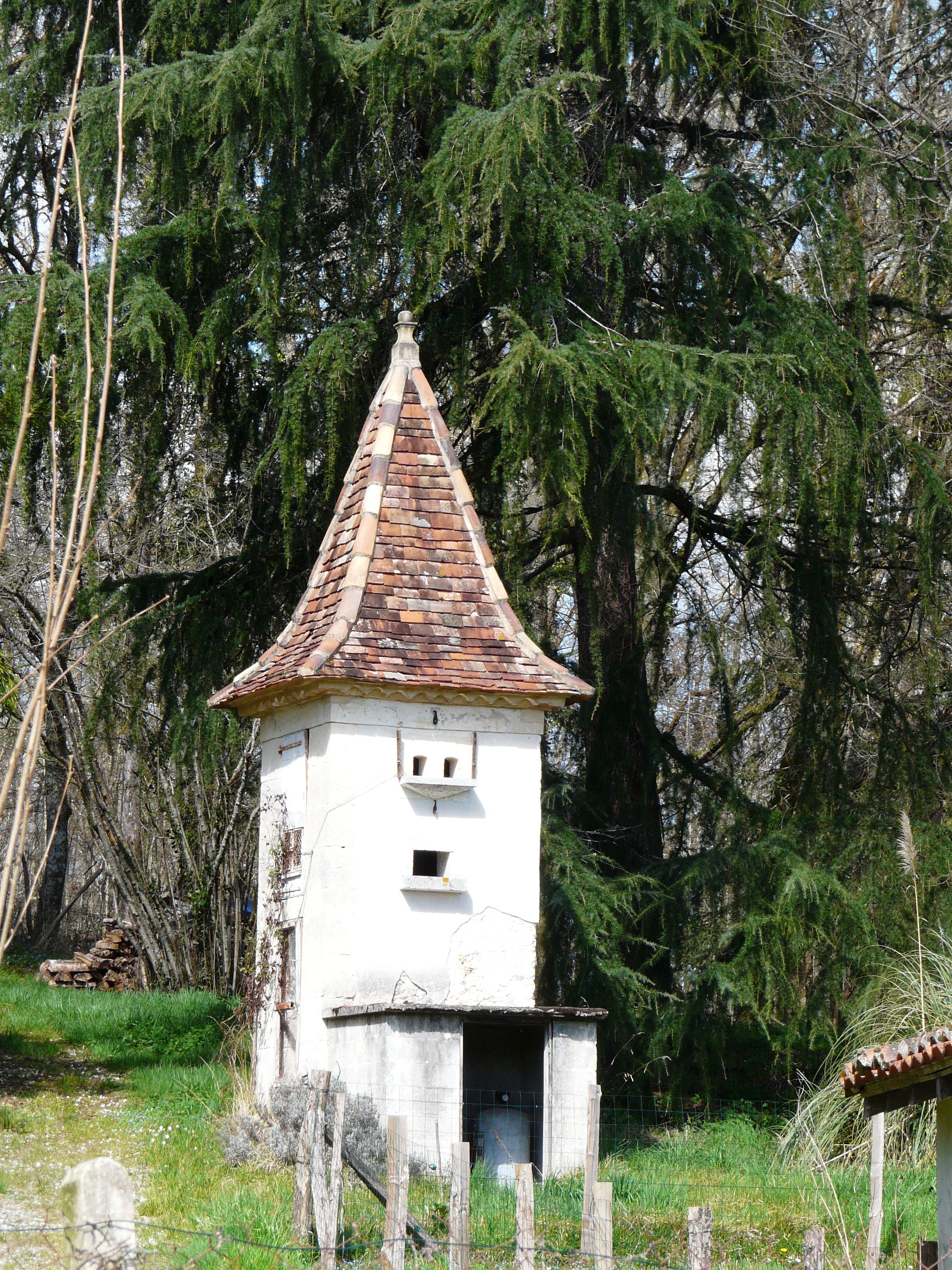
Pigeonnier dans le village de Saint-Jean-d'Ataux.

### Patrimoine naturel

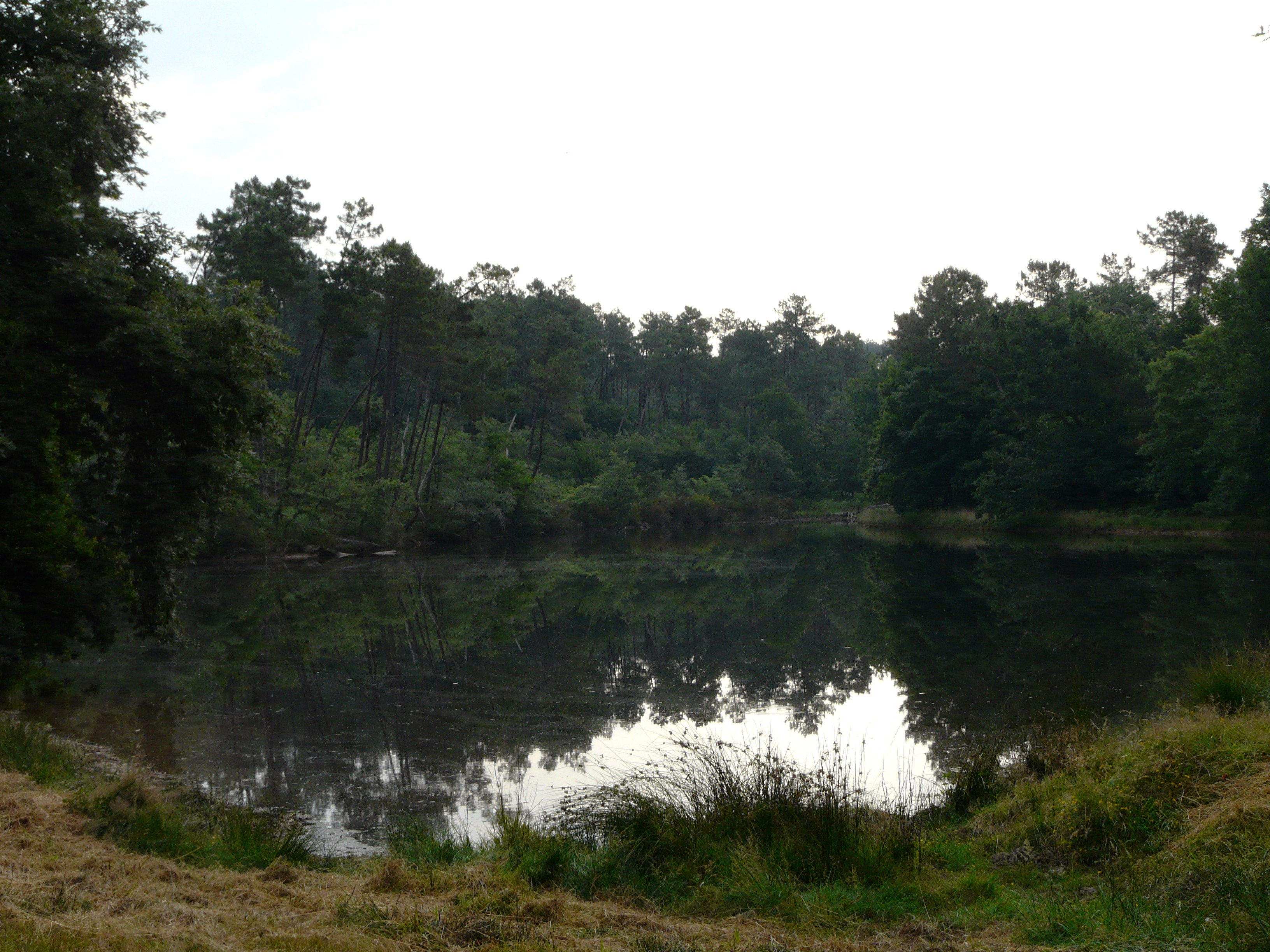
L'étang d'Ataux en forêt de la Double.

Traversant le territoire communal du nord au sud, la Beauronne fait partie, avec plusieurs de ses affluents, des vallées de la Double, considérées comme site important par le réseau Natura 2000 pour la conservation d'espèces animales européennes menacées. On peut y trouver notamment la cistude d'Europe (Emis orbicularis), l'écrevisse à pattes blanches (Austropotamobius pallipes), la loutre (Lutra lutra), le vison d'Europe (Mustela lutreola), le chabot commun (Cottus gobio) ou encore la lamproie de Planer (Lampetra planeri).
En pleine forêt de la Double, la totalité du territoire communal fait partie d'une zone naturelle d'intérêt écologique, faunistique et floristique (ZNIEFF) de type 2, essentiellement forestière,.

## Pour approfondir